# Depot von Ostro
Das Depot von Ostro ist ein archäologischer Depotfund aus der Frühbronzezeit, der bei Ostro in der Gemeinde Panschwitz-Kuckau (Landkreis Bautzen) entdeckt wurde.
Das Depot wurde 1906 am Weg nach Elstra etwa 1 m tief im Sand gefunden. Es besteht aus drei rundstabigen Ösenhalsringen, einem rundstabigen Halsring mit glatten Enden und zwei getriebenen runden Blechschmuckscheiben mit einem kegelförmigen Buckel in der Mitte. Die Schmuckscheiben weisen zudem zwei nebeneinander angebrachte Befestigungslöcher sowie eine Verzierung aus umlaufenden Dreiecksreihen und schräg schraffierten Bändern auf. Sie haben einen maximalen Durchmesser von 10,4 cm und ein Gewicht von je 32 g. Der Verbreitungsschwerpunkt der Schmuckscheiben liegt im Donaugebiet. Die Datierung in einen Zeitraum von 1800 bis 1600 v. Chr. weist den Fund der Aunjetitzer Kultur zu.
Heute befindet sich der Fund im Museum Bautzen.